# Жаркова, Елена Викторовна
Еле́на Ви́кторовна Жарко́ва (12 июля 1953, Москва — 4 ноября 1980, Москва) — советская фигуристка, призёр чемпионатов СССР 1969—1972 годов, участница чемпионатов Европы и чемпионатов мира в спортивных танцах на льду. Выступала за московское «Динамо».
Жаркова и Карпоносов тренировались у Елены Чайковской. Они были призёрами турнира на призы газеты «Московские новости».
Окончила Московский институт иностранных языков имени Мориса Тореза. Работала преподавателем иностранных языков в Московском институте народного хозяйства имени Плеханова. Отец — государственный деятель В. И. Жарков.

## Спортивные достижения
| Соревнования/Сезоны              | 1968—1969 | 1969—1970 | 1970—1971 | 1971—1972 |
| -------------------------------- | --------- | --------- | --------- | --------- |
| Чемпионаты мира                  |           | 8         | 8         | 8         |
| Чемпионаты Европы                | 11        | 6         | 6         | 6         |
| Чемпионаты СССР                  | 3         | 3         | 3         | 2         |
| Приз газеты «Московский новости» |           | 2         | 3         | 3         |